# Hologagrella minatoi
Hologagrella minatoi is een hooiwagen uit de familie Sclerosomatidae.